# Карл II (герцог Беррі)
Карл II (фр. Charles II; 26 грудня 1446  —24 травня 1472) — герцог Беррійський, Нормандський і Гієнський.

## Життєпис
Походив з династії Валуа. Син та молодша законна дитина Карла VII, короля Франції та Марії Анжуйської. Народився у місті Тур 1446 року.
У 1461 році після смерті свого батька і вступу на королівський трон свого старшого брата Людовика XI, Карл отримав в апанаж (спадкове володіння) герцогство Беррійське. Водночас його було оголошено спадкоємцем трону. У 1463 році підтримав фундацію університету в Буржі.
Карл Беррійський розпочав боротьбу зі своїм старшим братом, французьким королем Людовиком XI, намагаючись завадити останнього розширити свою владу й приборкати васалів. Карл підтримав Лігу суспільного блага, яку було створено в Парижі у травні 1465 року. Її членами стали Карл Шароле, Франциск II, герцог Бретанський, Жан, герцог Алансонський, Жан II, герцог Бурбонський, Жан II, герцог Лотаринзький, Жак, герцог Немурський, граф Жан V д'Арманьяк, Людовик Люксембург, граф де Сен-Поль, граф Жан де Дюнуа і сеньйор Карл II д'Альбре. Герцога Карла було оголошено капітаном (головою) Ліги.
16 липня 1465 року в битві при Монлері французька армія під орудою Людовика XI зазнала поразки від бургундських військ на чолі з Карлом Шароле. Людовик IX відступив до Корбеля, а звідти прибув до Парижа. Незабаром війська принців підійшли до Парижу і взяли в облогу французьку столицю. Наприкінці жовтня 1465 року король Франції був змушений укласти мирний договір з бунтівними принцами в Конфлані. Карл на додаток до герцогства Беррійського отримав герцогство Нормандію.
Незважаючи на свою поразку і територіальні втрати, Людовик XI продовжив боротьбу з великими феодалами. Незабаром король зміг посварити Карла Нормандського і Беррійського з герцогом Франциском Бретонська. У 1466 році Людовик на чолі армії вдерся до Нормандії і за кілька тижнів захопив усю провінцію. Герцог Карл, втративши свої володіння, втік з Руана до Бретані. Того ж року втратив герцогство Беррійське.
Влітку 1468 король Генеральні штати в Турі прийняли рішення про повернення Нормандії до складу королівського домену. Карл повинен був відмовитися від Нормандії за річну ренту в розмірі 12 тисяч ліврів. Втім брав участь у боротьбі проти брата-короля, який вдерся до Бретані.
У вересні 1468 року в Ансені Карл разом з Франциском II Бретонським змушені були укласти мирний договір з королем Франції. Карл відмовився від претензій на Нормандію, а Франциск Бретонський визнав свою ленну залежність від Франції і відмовився від союзу з Бургундією.
Втім герцог Карл зумів скористатися невдачею короля в Пероні, де потрапив у полон. У жовтні 1468 Карл Сміливий полонив короля і змусив його підписав новий мирний трактат, відмовившись від ленних прав на Фландрію і Пікардію. Людовик XI обіцяв передати своєму герцогу Карлу у володіння провінцію Шампань, але після звільнення не став виконувати свою обіцянку.
У квітні 1469 року Карл зустрівся з королем Франції, який замість Шампані передав йому у володіння герцогство Гієнь. У серпні того ж року став першим кавалером Ордену Святого Михайла. Незабаром розглядав проект шлюбу з Хуаною, донькою Енріке IV, короля Кастилії і Леону. Втім зрештою відхилив його. У 1470 році перестав бути спадкоємцем трону після народження у короля Карла, що став дофіном.
1471 року герцог Карл вирішив одружитися з Марією, єдиною дочкою і спадкоємицею герцога Карла Сміливого. Людовик XI відмовився підтримати одруження свого молодшого брата з Марією Бургундською. Папа римський Павло II також відмовився дати свою згоду на шлюб  через їхню близьку спорідненість. Наступний папа римський — Сікст IV — підтвердив рішення попередника.
24 травня 1472 роки герцог Карл раптово помер у Бордо від сухот або венеричної хвороби. Існувала також версія, що його було отруєно за наказом короля Людовика IX. Після смерті герцога Карла король Франції приєднав Гієнь і Пуату до королівського домену.

## Родина
Коханка — Ніколь, донька Жана II де Шамбре-Монсоро
Діти:
- Ганна (д/н-1490), дружина Франсуа де Вольвьє, барона Руссек
- донька (ім'я невідоме)